# Ramsey County (Minnesota)
Das Ramsey County ist ein County im US-amerikanischen Bundesstaat Minnesota. Im Jahr 2020 hatte das County 552.352  Einwohner und eine Bevölkerungsdichte von 1367,2 Einwohnern pro Quadratkilometer. Der Verwaltungssitz (County Seat) ist Saint Paul.
Das Ramsey County liegt im Zentrum der Metropolregion Minneapolis–Saint Paul.

## Geografie
Das County liegt im Südosten von Minnesota, ist im Osten etwa 35 km von Wisconsin entfernt. Es hat eine Fläche von 441 Quadratkilometern, wovon 37 Quadratkilometer Wasserfläche sind. Im äußersten Südosten des Countys mündet der Minnesota River in den Mississippi.
An das Ramsey County grenzen folgende Nachbarcountys:
|                 | Anoka County  |                   |
| Hennepin County |               | Washington County |
|                 | Dakota County |                   |

## Geschichte

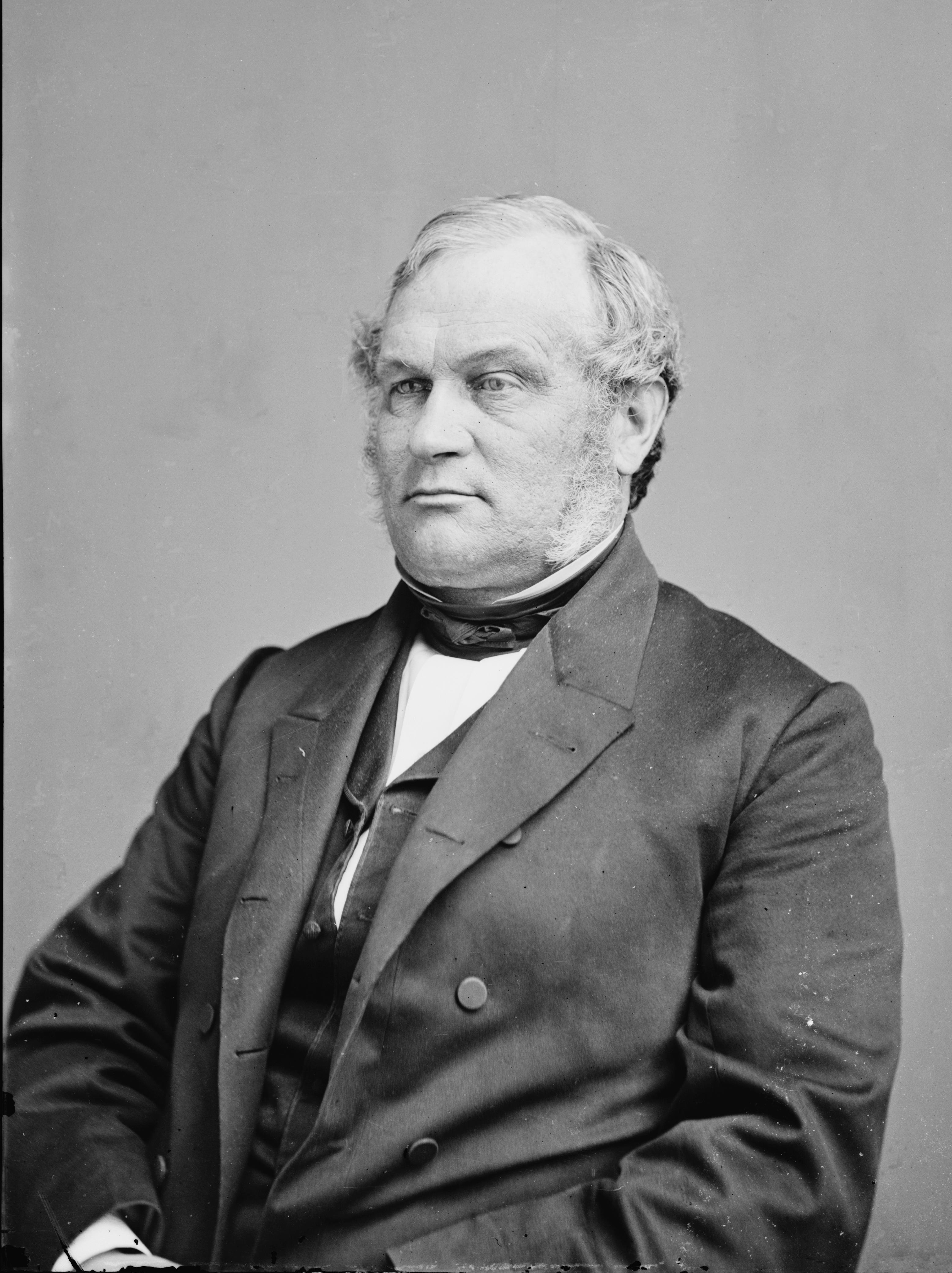
Alexander Ramsey

Das Ramsey County wurde am 27. Oktober 1849 aus Teilen des nur noch in Wisconsin existierenden St. Croix County gebildet. Benannt wurde es nach Alexander Ramsey (1815–1903), dem zweiten Gouverneur von Minnesota (1860–1863) und US-Kriegsminister (1879–1881).
Drei Orte im Ramsey County haben den Status einer National Historic Landmark, das Frank B. Kellogg House, das James J. Hill House und das F. Scott Fitzgerald House. 111 Bauwerke und Stätten des Countys sind insgesamt im National Register of Historic Places eingetragen (Stand 31. Januar 2018).

## Demografische Daten

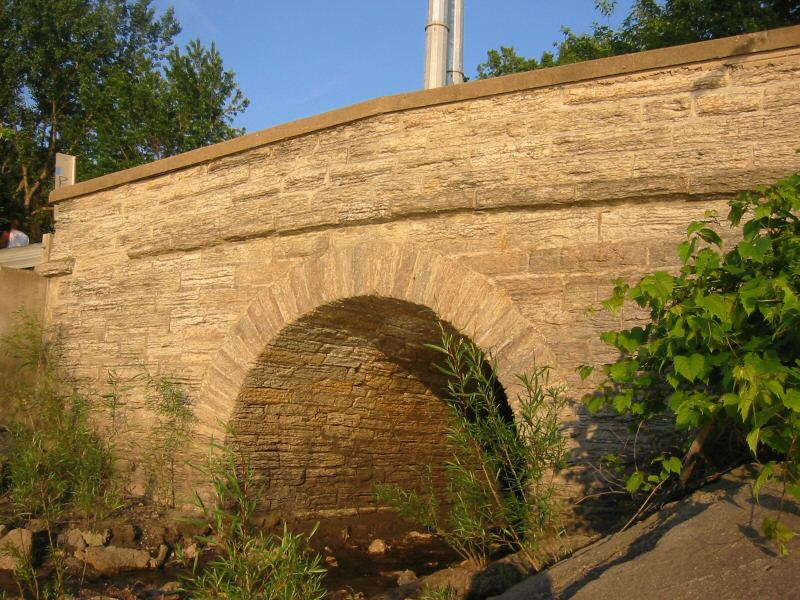
Mendota Road Bridge, gelistet im NRHP

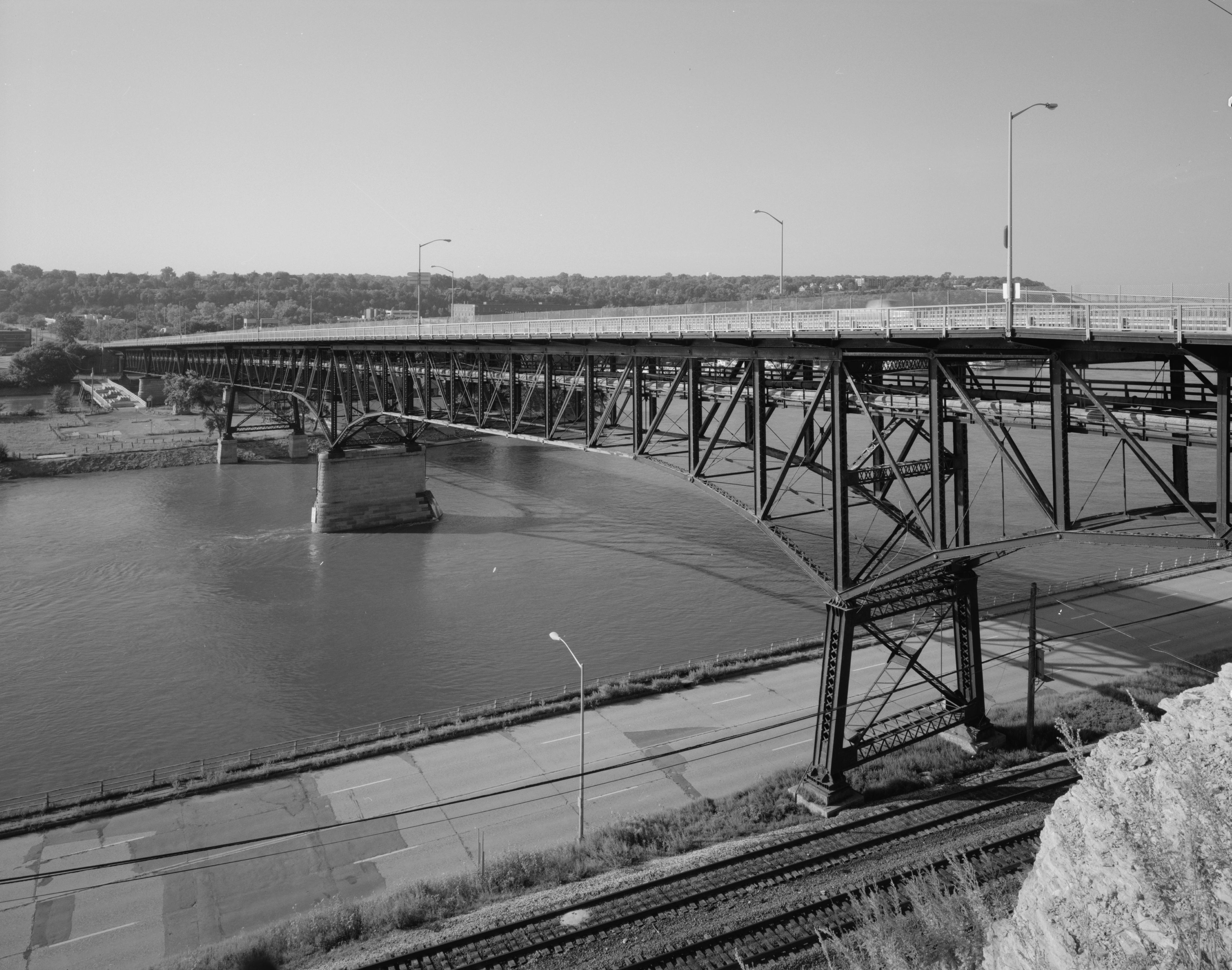
Wabasha Street Bridge über dem Mississippi River, gelistet im NRHP

Nach der Volkszählung im Jahr 2010 lebten im Ramsey County 508.640 Menschen in 204.342 Haushalten. Die Bevölkerungsdichte betrug 1259 Einwohner pro Quadratkilometer. In den 204.342 Haushalten lebten statistisch je 2,4 Personen.
Ethnisch betrachtet setzte sich die Bevölkerung zusammen aus 72,6 Prozent Weißen, 11,2 Prozent Afroamerikanern, 1,0 Prozent amerikanischen Ureinwohnern, 12,0 Prozent Asiaten, 0,1 Prozent Polynesiern sowie aus anderen ethnischen Gruppen; 3,2 Prozent stammten von zwei oder mehr Ethnien ab. Unabhängig von der ethnischen Zugehörigkeit waren 7,2 Prozent der Bevölkerung spanischer oder lateinamerikanischer Abstammung.
23,2 Prozent der Bevölkerung waren unter 18 Jahre alt, 64,6 Prozent waren zwischen 18 und 64 und 12,2 Prozent waren 65 Jahre oder älter. 51,5 Prozent der Bevölkerung war weiblich.

Das jährliche Durchschnittseinkommen eines Haushalts lag bei 52.713 USD. Das Pro-Kopf-Einkommen betrug 29.437 USD. 16,4 Prozent der Einwohner lebten unterhalb der Armutsgrenze.

## Ortschaften im Ramsey County
Citys
| - Arden Hills - Blaine1 - Falcon Heights - Gem Lake - Lauderdale - Little Canada | - Maplewood - Mounds View - New Brighton - North Oaks - North St. Paul - Roseville | - Shoreview - St. Anthony2 - Saint Paul - Spring Lake Park1 - Vadnais Heights - White Bear Lake3 |

Unincorporated Communities
- Bald Eagle
- Bellaire

1 – teilweise im Anoka County

2 – teilweise im Hennepin County

3 – teilweise im Washington County

## Gliederung
Das Ramsey County besteht aus 18 Citys und der White Bear Township, der einzig verbliebenen Township innerhalb des Countys.